# ماورن مژی
ماورن مژی (پرتغالی: Maurren Maggi؛ زادهٔ ۲۵ ژوئن ۱۹۷۶) ورزشکار دو و میدانی اهل برزیل است. وی در مسابقات کشوری و بین‌المللی در مجموع برندهٔ ۱ مدال نقره شده‌است.